# IC 1065
IC 1065 је спирална галаксија у сазвјежђу Змај која се налази на листи објеката дубоког неба у Индекс каталогу.
Деклинација објекта је + 63° 16' 15" а ректасцензија 14h 49m 21,3s. Привидна величина (магнитуда) објекта IC 1065 износи 13,5 а фотографска магнитуда 14,5. IC 1065 је још познат и под ознакама UGC 9553, MCG 11-18-8, CGCG 318-4, 3C 305, PGC 52924.